# Acción Española (revista)
Acción Española fue una revista editada en Madrid desde diciembre de 1931 hasta junio de 1936, con un paréntesis de tres meses de suspensión gubernativa de agosto a noviembre de 1932. Se publicaron un total de 88 números. De marcado carácter conservador, católico-monárquico y doctrina antirrevolucionaria, aunó en sus páginas a los intelectuales y políticos de oposición a los gobiernos contrarios durante la Segunda República Española. Entre los personajes que financiaron la revista figura el empresario balear Juan March. 
El primer número de la revista apareció con fecha 15 de diciembre de 1931, figurando como director «El Conde de Santibañez del Río», título nobiliario que servía de alias literario a Fernando Gallego de Chaves Calleja, más conocido en su entorno como Marqués de Quintanar, y así figuró en la revista hasta el número 27 (16 de abril de 1933). Desde el número 28 (1 de mayo de 1933) se produjo una reorganización, pasando «El Conde de Santibañez del Río» a figurar como fundador y Ramiro de Maeztu como director.
Acción española llegaría a tener alrededor de 2000 suscriptores —aristócratas, terratenientes e industriales en su mayoría—, entre los que figuraban el infante de España Juan de Borbón y el general Francisco Franco.

## Fundación y línea editorial
El teniente auditor monárquico Eugenio Vegas Latapié fue el que, según aseguró él mismo en sus memorias, tomó la iniciativa de fundar una sociedad cultural que sirviera de soporte a la publicación de una revista, cuyo nombre copió, así como el de la sociedad cultural, de Acción Francesa. Su propósito lo definió el intelectual reaccionario José Pemartín en plena guerra civil española:

Crear un ambiente de "pensamiento nacional", de noble y alto nacionalismo, que conservara el culto ardiente de lo hondamente español, y creara, llegada la ocasión, la atmósfera favorable para la acción decisiva, para la acción española, para el genuino modo español de hacer historia...

Desde sus páginas se llevó a cabo una resuelta crítica mediante la sistematización de contenidos y el análisis intelectual dirigido como contrapropaganda de las actividades republicanas y de los mismos intelectuales y políticos ligados a esta. Fueron habituales también las arengas antisemitas, de inspiración francesa, que eran utilizadas como armas arrojadizas contra sus contrincantes ideológicos, a quienes acusaban de estar vinculados, además de a la masonería, al llamado "judaísmo internacional". Al igual que su homónima L’Action Française, la publicación estará influenciada también por el fascismo italiano y portugués así como por el nazismo alemán, y justificaría desde sus páginas la licitud de la acción armada y el golpe de Estado.

## Inicio de laguerra civil española
En los primeros meses de la guerra fueron asesinados por milicianos afines al bando republicano varios colaboradores de la revista como Víctor Pradera, Ramiro de Maeztu y Emilio Ruiz Muñoz (Fabio/Javier Reina). Otro asiduo colaborador de la publicación, José Calvo Sotelo, fue asesinado unos días antes del comienzo de la contienda.
Diversos historiadores consideran que los colaboradores de Acción Española aportaron a la sublevación militar que dio origen a la guerra «un componente elitista y reaccionario».

## Articulistas
- Joaquín Arrarás
- Miguel Herrero-García
- José María Pemán
- Marqués de Lozoya
- Miguel Lasso de la Vega y López de Tejada, Marqués de Saltillo
- Fernando Gallego de Chaves Calleja, Marqués de Quintanar
- Antonio Vallejo-Nájera
- José Hipólito Raposo
- Ernesto Giménez Caballero
- César González-Ruano
- Blanca de los Ríos
- Vicente Gay y Forner
- Eugenio Vegas Latapié
- Álvaro Alcalá-Galiano y Osma
- Zacarías de Vizcarra
- Ramiro Ledesma Ramos
- Javier Reina, seudónimo de Emilio Ruiz Muñoz
- José Luís Vázquez Dodero
- Aniceto de Castro Albarrán
- José Antonio Primo de Rivera
- Julio Palacios
- Leopoldo Eulogio Palacios
- Isidro Gomá Tomás
- José Corts Grau
- José Pemartín Sanjuán
- Marcial Solana
- J.Barja de Quiroga

## Número 89
En marzo de 1937 se publicó en Burgos un número, de más de cuatrocientas páginas, que ofrece una antología de textos aparecidos en la revista y un ensayo crítico sobre su significación: «España como pensamiento», por José Pemartín Sanjuán.

## Pensamiento antirrevolucionario de «Acción Española»
Vinculaba principalmente a tres personas: Ramiro de Maeztu Whitney, Eugenio Vegas Latapie y Fernando Gallego de Chaves Calleja. Maeztu había sugerido que la revista se llamase Hispanidad, pero aunque se prefirió el nombre de la organización francesa, la línea editorial impulsada por Maeztu sirvió para popularizar el término propuesto por Zacarías de Vizcarra. Fue determinante en su concepción la ideología política del nacionalismo de Charles Maurras.
El número 33, incorporó tres novedades: rediseño de la cubierta de la revista con elementos más modernos en la línea del cubismo; incorporación del emblema de Cultura Española: caballero lector jinete en su caballo bajo la cruz-espada de Santiago, al que se invoca al modo clásico, «¡Santiago y cierra España!»; lema en contracubierta: «Una manu sua faciebat opus et altera tenebat gaudium».

El retorno a la tradición cristiana es en el Occidente la vuelta de la iglesia de Santiago, como para Oriente lo sería la de la iglesia de San Juan. Nosotros lo simbolizamos en el caballero que va a defenderse bajo la cruz del Apóstol e invocando su nombre. Porque ser es defenderse. Todo lo que vale: la fe, la patria, la tradición, la cultura, el amor, la amistad, tiene que ser defendido, para seguir siendo. No hay vacaciones posibles ante la necesidad de la defensa. Esas islas afortunadas donde los hombres pueden dormir a pierna suelta, sin preocuparse del mañana, no son más que un sueño de pereza. Ser es defenderse. Y los maestros de la defensa son los caballeros. Esa es su función y su razón de ser.

### Teología de la Historia
- Ramiro de Maeztu, «El ser de la Hispanidad», tomo VI, página 23.
- Cardenal Doctor Gomá y Tomás, «Apología de la Hispanidad», tomo XI, pág. 193.
- Marcial Solana, «Supremacía de lo espiritual: La soberanía de Dios, nuestro Señor, según el Derecho histórico castellano», tomo X, pág. 218.

### Filosofía de la Historia
- Zacarías García Villada, S. J., «El destino de España en la Historia Universal», tomo XIV, pág. 269.
- Eugenio Montes, «Discurso a la Catolicidad española», tomo IX, pág. 133.
- Bruno Ibeas, O. S. A., «Del Renacimiento a nosotros», tomo VI, pág. 566.

### Historia de la Cultura
- Alfonso Junco, «Lope, ecuménico», tomo XV, pág. 54.
- Blanca de los Ríos, «Menéndez y Pelayo, revelador de la conciencia nacional», tomo II, pág. 561.
- Antonio de Gregorio Rocasolano, «De la vida a la muerte», tomo XI, pág. 436.

### A nivel general
- Pelayo Zamayón, O. M. C., «El primer fundamento del Derecho », tomo XVI, pág. 346.
- Antonio Goicoechea, «La idea democrática y la evolución hacia el Estado de derecho », tomo III, pág. 568.
- Javier Reina, «El bien común y las formas de gobierno », tomo XIV, pág. 520.

### A nivel particular
- Víctor Pradera, «El Estado Nuevo», tomo VIII, pág. 1074
- José María Pemán, «Cartas a un escéptico en materia de formas de gobierno», tomo X, pág. 385.
- Eugenio Montes, «La filosofía de un pensador monárquico», tomo VI, pág. 146.

### A nivel actual
- José Calvo Sotelo, «Principios informadores de un programa de Gobierno», tomo VIII, pág. 659.
- Eugenio Vegas Latapie, «Historia de un fracaso: El ralliement de los católicos franceses a la República», tomo I, pág. 593.
- José María Pemán, «Del momento político: situación de paso y no de turno», tomo VIII, pág. 669.

### Psicológico: De lapersona
- Nicolás González Ruiz, «Ensayo sobre psicología revolucionaria », tomo XIV, pág. 73.
- Doctor Antonio Vallejo-Nájera, «Psicopatología de la conducta antisocial», tomo XV, pág. 495.
- Doctor Enrique Suñer Ordóñez, «Estudio clínico social sobre la mentira», tomo XII, pág. 276.

### Social: De lafamiliay lacorporación
- Ernesto Giménez Caballero, «Nueva filografía: Exaltación del matrimonio», tomo XV, pág. 117.
- Eduardo Aunós, «Hacia una España corporativa », tomo IV, pág. 561.
- Rolão Preto, «Nueva Europa: El movimiento nacional-sindicalista portugués», tomo VII, pág. 199.

### Universal: De laAcción Católica
- José Artero, «La actualidad en la Iglesia católica », tomo VIII, pág. 1225.
- Francisco Peiró, «La Acción Católica, por Paul Dabin », tomo XII, pág. 393.
- Leopoldo Eulogio Palacios, «Cristianismo y progreso», tomo X, pág. 1.